# Klea Scott
Klea Scott (* 25. Dezember 1968 in der Panamakanalzone) ist eine panamaisch-kanadische Schauspielerin.

## Leben
Klea Scott ist seit 1982 als Schauspielerin aktiv, nachdem sie an der kanadischen Serie You Can’t Do That on Television bis 1984 mitwirkte. Nach dem Abschluss der High School zog sie nach New York City um sich ganz der Schauspielerei zu widmen und war in der Folge während des Williamstown Theater Festival in Massachusetts aktiv. Später erlangte sie einen Bachelor of Arts von der North Carolina School of the Arts. Ihre darstellerischen Leitungen eröffneten ihr in der Folge auch Auftritte beim New York Shakespeare Festival, etwa in den Stücken Ende gut, alles gut und Der Sturm.
Seit den 1990er Jahren ist Scott regelmäßig in Film und Fernsehen aktiv. So spielte sie von 1997 bis 1998 die Rolle der Off. Nona Valentine in der Serie Brooklyn South. Von 1998 bis 1999 folge die Rolle der Agent Emma Hollis in Millennium – Fürchte deinen Nächsten wie Dich selbst. Von 2005 bis 2007 gehörte sie als Mary Spalding zur Besetzung der Serie Intelligence. Häufig tritt sie in Gastrollen im US-Fernsehen auf, etwa in Just Shoot Me – Redaktion durchgeknipst, Emergency Room – Die Notaufnahme, Medical Investigation, In Justice, Saving Grace, Switched at Birth, Navy CIS, Perception, Grey’s Anatomy oder Criminal Minds.
2019 übernahm sie in der Serie Pretty Little Liars: The Perfectionists, die die Fortsetzung zu Pretty Little Liars darstellet, als Dana Booker eine Nebenrolle. In der Mutterserie spielte sie zuvor ebenfalls eine wiederkehrende Rolle.
Scott war von seit den 1990er Jahren bis 2015 mit John Langs verheiratet. Der gemeinsame Sohn Captain wurde 2010 geboren.

## Filmografie (Auswahl)
- 1982–1984: You Can’t Do That on Television (Fernsehserie, 8 Episoden)
- 1983: UFO Kidnapped
- 1989: A Whisper to a Scream
- 1996: Cosby (Fernsehserie, Episode 1x04)
- 1997–1998: Brooklyn South (Fernsehserie, 22 Episoden)
- 1998–1999: Millennium – Fürchte deinen Nächsten wie Dich selbst (Millennium, Fernsehserie, 22 Episoden)
- 2000: Metropolis (Fernsehfilm)
- 2000: Just Shoot Me – Redaktion durchgeknipst (Just Shoot Me, Fernsehserie, Episode 4x19)
- 2002: Emergency Room – Die Notaufnahme (ER, Fernsehserie, Episode 8x17)
- 2002: Minority Report
- 2002: Lullaby
- 2002–2003: Robbery Homicide Division (Fernsehserie, 13 Episoden)
- 2003: 100 Tage, 100 Nächte (Manfast)
- 2004: Century City (Fernsehserie, Episode 1x02)
- 2004: Collateral
- 2005: Medical Investigation (Fernsehserie, Episode 1x14)
- 2005–2007: Intelligence (Fernsehserie, 26 Episoden)
- 2006: In Justice (Fernsehserie, Episode 1x04)
- 2007: Göttlicher Zufall (What If God Were the Sun?, Fernsehfilm)
- 2009: Saving Grace (Fernsehserie, Episode 2x11)
- 2011: Befriend and Betray (Fernsehfilm)
- 2012: Switched at Birth (Fernsehserie, Episode 1x27)
- 2014: Navy CIS (NCIS, Fernsehserie, Episode 12x09)
- 2015: Perception (Fernsehserie, Episode 3x14)
- 2016–2017: Pretty Little Liars (Fernsehserie, 3 Episoden)
- 2017: Grey’s Anatomy (Fernsehserie, Episode 13x10)
- 2018: Criminal Minds (Fernsehserie, Episode 13x13)
- 2019: Pretty Little Liars: The Perfectionists (Fernsehserie, 9 Episoden)
- 2020: Break Even